# Intalla Ag Attaher
Intalla Ag Attaher, né à Kidal en 1927 et mort dans cette ville le 18 décembre 2014, est l'amenokal, chef traditionnel et religieux, des Touaregs ifoghas en particulier et des tribus touareg de l'Adagh en général. Il détient jusqu'à sa mort la chefferie suprême de l'Adrar des Ifoghas en tant qu'amenokal.

## Biographie
Intalla Ag Attaher naît en 1927 à Kidal, dans le Soudan français, il fait partie de la famille des Achérif. En 1962, il devient amenokal des Ifoghas après la mort de son père, Attaher Ag Illi,.
Il est témoin de toutes les rébellions touarègues contre le Mali, auxquelles les Ifoghas prennent une part active. Intallah Ag Attaher use de son influence pour jouer généralement le rôle de médiateur entre les rebelles et l'état malien, il est même un temps élu député. Il lance plusieurs appels au calme lors de la rébellion touarègue de 1962-1964, la rébellion touarègue de 1990-1996 et la rébellion touarègue de 2007-2009 et joue à chaque fois un rôle lors des négociations de paix,.
Cependant en 1994, il est enlevé par les Touaregs imghad de l'ARLA commandés par El Hadj Ag Gamou. Il est finalement relâché une semaine plus tard mais un certain ressentiment persiste entre Ifoghas et Imghad,.
Lorsque la guerre du Mali débute en 2012, Intallah Ag Attaher modifie sa position vis-à-vis de l'état malien et soutient cette fois-ci les rebelles. Ambery Ag Rhissa, un responsable du MNLA, déclare : « En 2012, il a été obligé de rappeler toutes les déceptions qu’il a eues avec le Mali et cette fois-ci, il a pris une position autre. Il m’a personnellement dit que l’une des choses qui l’a le plus choqué, de la part de l’Etat malien, c’est qu’il a dû arrêter des parents à lui, délinquants et il les a livrés aux autorités maliennes. Mais 48 heures après, il apprend que les gens ont été sommairement exécutés. Il disait qu’il allait mourir avec ces morts-là sur la conscience : c’est comme s’il avait envoyé ses propres parents vers leurs bourreaux »,.
Lorsque la rébellion touarègue de 2012 éclate, Intalla Ag Attaher apporte son soutien au MNLA alors que l'un de ses fils, Alghabass Ag Intalla devient le principal responsable diplomatique d'Ansar Dine. Un autre de ses fils, Mohamed Ag Intalla, fonde le HCUA en mai 2013. Son frère, Alghabass, qui a quitté les djihadistes à la suite de l'intervention militaire française le rejoint avec ses hommes du MIA,,.
Intalla Ag Attaher, soutient ses fils, il quitte le MNLA et rallie le HCUA, dont il devient président d'honneur,. En juillet 2014, les pourparlers s'ouvrent à Alger entre les rebelles et l'état malien. Intalla Ag Attaher défend une union des différents groupes rebelles afin qu'ils présentent un front commun face à Bamako. 
Intalla Ag Attaher meurt à Kidal le soir du 18 décembre 2014, à l'âge de 87 ans. Une foule de 3 000 à 4 000 personnes se rassemble le lendemain matin pour son enterrement.
Peu de temps après la mort de l'amenokal, un conseil des chefs de fractions se réunit à Kidal pour désigner un successeur. Le 20 décembre, c'est finalement Mohamed Ag Intalla qui est choisi, conformément au vœu formulé par son père avant de mourir,,.
Le 21 décembre, le Premier ministre nigérien Brigi Rafini et des représentants du Mali – menés par Modibo Keïta – de la Mauritanie et de la MINUSMA viennent à Kidal présenter leurs condoléances à la famille de l'amenokal. C'est d'ailleurs la première fois depuis la défaite de l'armée malienne du 21 mai que Kidal voit la présence d'officiels maliens. Cette visite se veut symbolique alors que se déroulent les négociations de paix à Alger. La délégation malienne se déclara également impressionnée par l'invisibilité sur le terrain des groupes armés à l'occasion du deuil et l'absence d'hostilité vis-à-vis des représentants de l'état malien.